# Krivij Rih
Krivij Rih (ukránul: Кривий Ріг, oroszul: Кривой Рог, magyar átírásban: Krivoj Rog) város Ukrajna Dnyipropetrovszki területén, az Inhulec és a Szakszahany folyók összefolyásánál. A Krivij Rih-i agglomerációs körzet központja. 

## Gazdasága
Jelentős ukrán ipari és kulturális központ. Jellemző iparága az acélgyártás és fémfeldolgozás, mely a Krivij Rih-i vasérc-medence (Krivbasz) érceit dolgozza fel.

## Népessége
Becsült népessége 2024-ben 568 172 fő volt. A 2001-es ukrajnai népszámlálás adatai szerint a Krivij Rih-i Városi Tanácshoz tartozó településekkel együtt a város lakossága 712,5 ezer fő volt (1989-ben 769,1 ezer fő).
| Lakosok száma | 2184 | 22 709 | 70 025 | 242 100 | 510 000 | 683 600 | 784 000 | 739 400 | 647 727 | 603 904 |
|               | 1781 | 1920   | 1933   | 1953    | 1967    | 1985    | 1991    | 1999    | 2015    | 2022    |

## Története
A települést a zaporizzsjai kozákok alapították a 17. században az Orosz Birodalom részeként. Első hivatalos írásos említése 1775-ből származik, amikor az Inhulec folyó mentén található postaállomások listájában említik. Ezt tekintik a település alapításának hivatalos időpontjának is. Első tudományos igényű leírása Johann Anton Güldenstädttől származik, aki 1773-ban látogatta meg a területet. 1761-ben már templomot szenteltek, akkorra készült el a Szent Miklós-templom. A város történetének korai időszakának dokumentumai 1941-ben, amikor a második világháború miatt azokat Nyikopolba szállították, megsemmisültek.
1860-ban kisvárosi rangot kapott, abban az időben a Herszoni kormányzósághoz tartozott. Lakosainak többsége a 19. század közepén zsidó volt.
A környéken 1881-ben találtak először vasércet, melynek ipari szintű kitermelését Alekszandr Pol archeológus és vállalkozó szorgalmazta. Ettől az időszaktól a várost gyors gazdasági növekedés jellemezte, lakossága gyorsan növekedett. A lakosság etnikai összetétele is jelentősen módosult. Az ipari tevékenység sok oroszt vonzott a városba a Kijevi, a Kurszki és az Orjoli kormányzóságokból.
1919-ben a városi rangot kapott és a Jekatyerinoszlavi kormányzósághoz (Jekatyerinoszlav mai neve Dnyipro) csatolták, járási székhely lett.
Az oroszországi polgárháború időszakában Krivoj Rog Nesztor Mahno anarchista mozgalmának egyik központja volt. A város ipara a szovjet időszakban tovább fejlődött. 1931-ben alapították a ma is jelentős acélgyártó vállalatot, a Krivorozssztalt.
A második világháború idején, 1941 augusztusában foglalták el a német csapatok, és csak 1944-ben került ismét szovjet fennhatóság alá a város. A háború alatt a város jelentős része elpusztult.

## Városi jelképek[4]
A város szovjet címerét 1972-ben fogadták el. A címer alapja egy harántolt szögletes címerpajzs. A címerpajzs bal oldala piros, a jobb oldala világoskék színű, a rajzolatok ezüst színűek. A pajzs bal oldalán egy bánya, a jobb oldalán egy vegyi kombinát stilizált rajzolata látható, utalva a város nehéziparára. A címerpajzs felső részén a város neve található ukránul, ezüst színben.
Krivij Rih jelenlegi címerét 1998. május 20-án hagyta jóvá a városi tanács. Az új címer a város kozák eredetére utal. Krivij Rih 1775-ig a Zaporizzsjai Szics területéjez tartozott. A kerektalpú hasított címerpajzs két részre oszlik, a bal oldala világoszöld, jobb oldala piros színű. A címerpajzs alsó részén egy kozák lőportartó szaru látható. A szarvból (ukránul: rih) készült lőportartó a kozák múlton túl egyúttal a város nevének eredetére, a két folyó, az Inhulec és a Szakszahany összefolyásának az alakjára is utal. A szarv fölött a címerpajzson egy aranyszínű háromágú tölgyfalevél található, két makkal. A háromágú tölgyfalevél az ukrán nemzeti szimbólumra, a háromágú szigonyra (trizub) utal. A címerpajzs körben kartussal díszített.
A város zászlaja megegyezik a város címerével, a címerpajzs elemeit tartalmazza. A zászló alakja négyzet, függőlegesen két részre osztva. Bal oldala világoszöld, jobb oldala piros, rajta a címer szimbólumai, a fehér lőportartó szarú és az arany színű háromágú tölgyfalevél.
A város pecsétjét ugyancsak 1998-ban, a zászlóval és a címerrel együtt fogadták el. A pecsét kör alakú. Középen a címer szimbólumait, a lőportartó szarut és a háromágú tölgyfalevelet tartalmazza. A pecséten körben a Pecsatka miszta Krivoho Rohu (magyarul: Krivij Rih város pecsétje) ukrán nyelvű felirat olvasható.

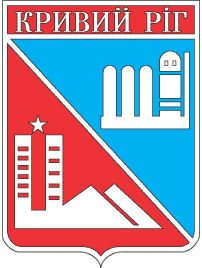
Krivij Rih szovjet címere 1972-ből
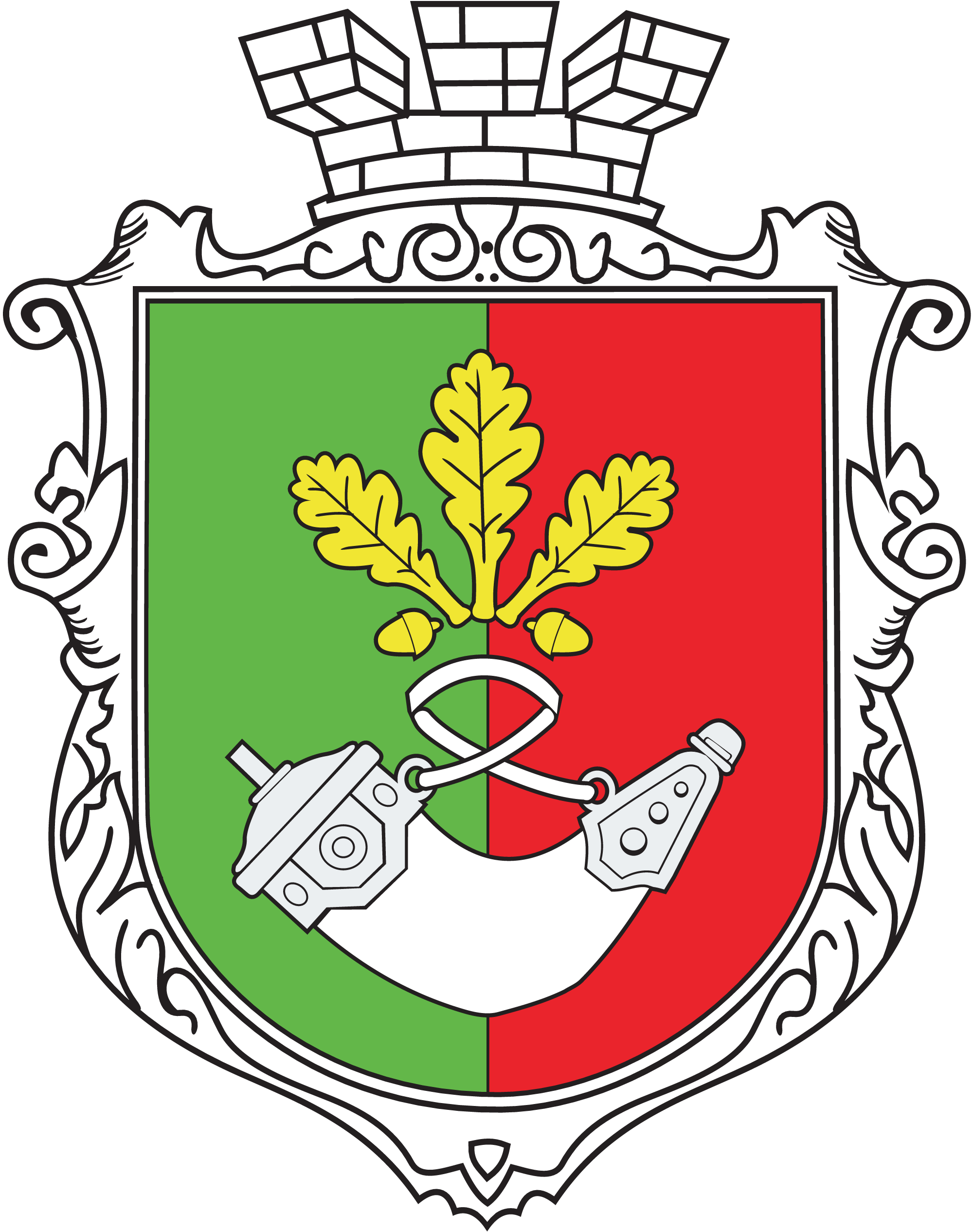
Az 1998-ban elfogadott új címer
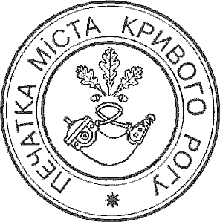
A városi pecsét

## Híres szülöttei
- Volodimir Olekszandrovics Zelenszkij ukrán elnök.
- Ivan Hennagyijovics Bakanov ukrán politikus.

## Nemzetközi kapcsolatai[5]

### Testvérvárosok
- Rusztavi, Grúzia (2018-tól)
- Zsodzina, Belarusz (2020-tól)

### Partnertelepülések
- Kassa, Szlovákia (2017-től)
- Lublin, Lengyelország (2017-től)
- Miskolc, Magyarország (2016-tól)